# Miniewicze
Miniewicze – wieś w Polsce położona w województwie podlaskim, w powiecie białostockim, w gminie Zabłudów. Leży w dolinie rzeki Czarnej (dopływ Narwi).
Wieś w 2011 roku zamieszkiwało 14 osób.

## Historia
W XIX/XX w. Miniewicze znajdowały się w gminie Zabłudów w powiecie grodzieńskim guberni grodzieńskiej Imperium Rosyjskiego.
W okresie międzywojennym wieś leżała w gminie Zabłudów w powiecie grodzieńskim województwa białostockiego II RP.
W latach 1975–1998 miejscowość administracyjnie należała do województwa białostockiego.

## Inne
Prawosławni mieszkańcy miejscowości należą do parafii pw. św. Kosmy i Damiana w Rybołach, luterańscy zaś – do parafii ewangelicko-augsburskiej w Białymstoku.

## Galeria

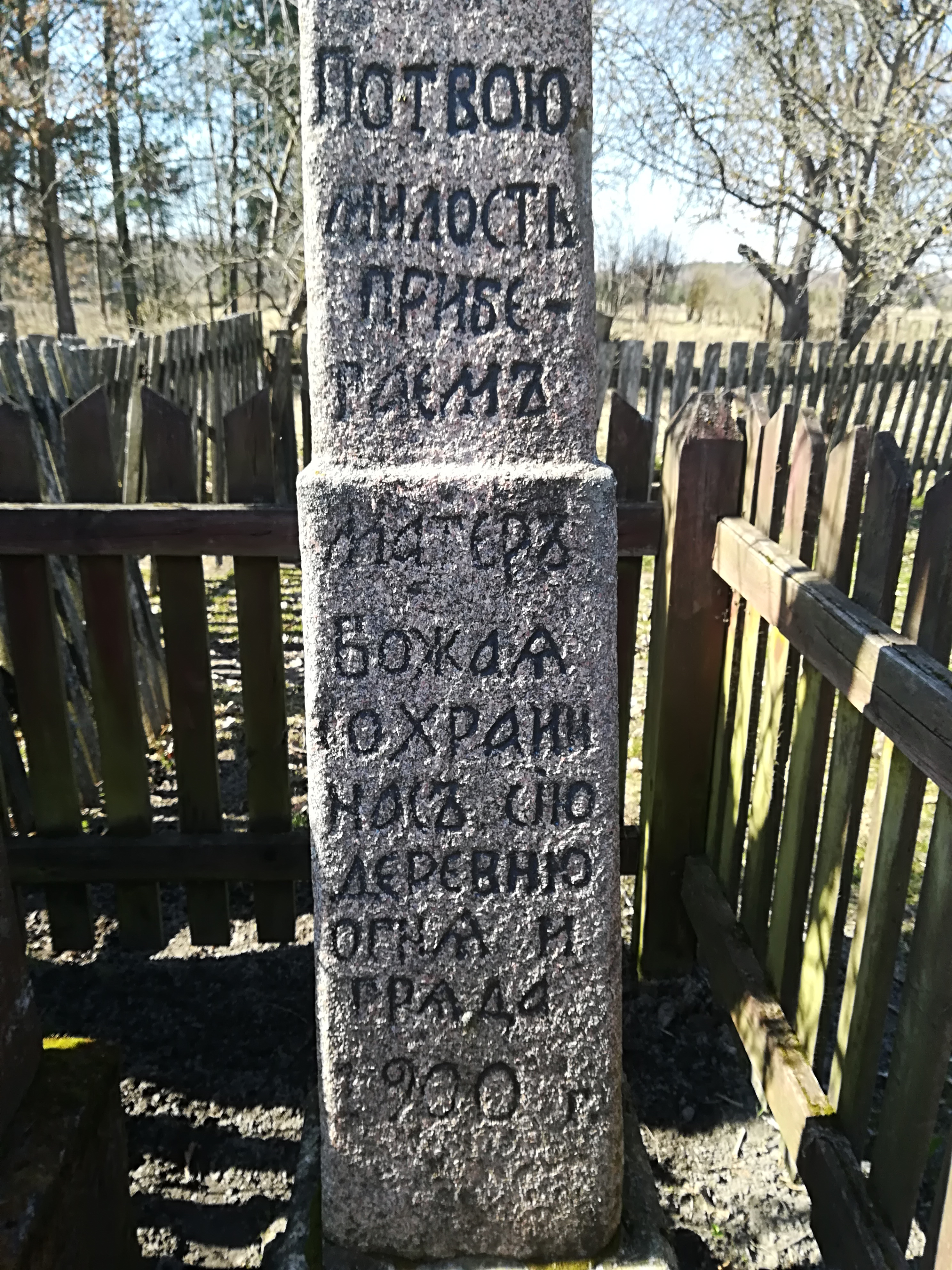
Cyryliczne inskrypcje jednego z krzyży wotywnych w Miniewiczach
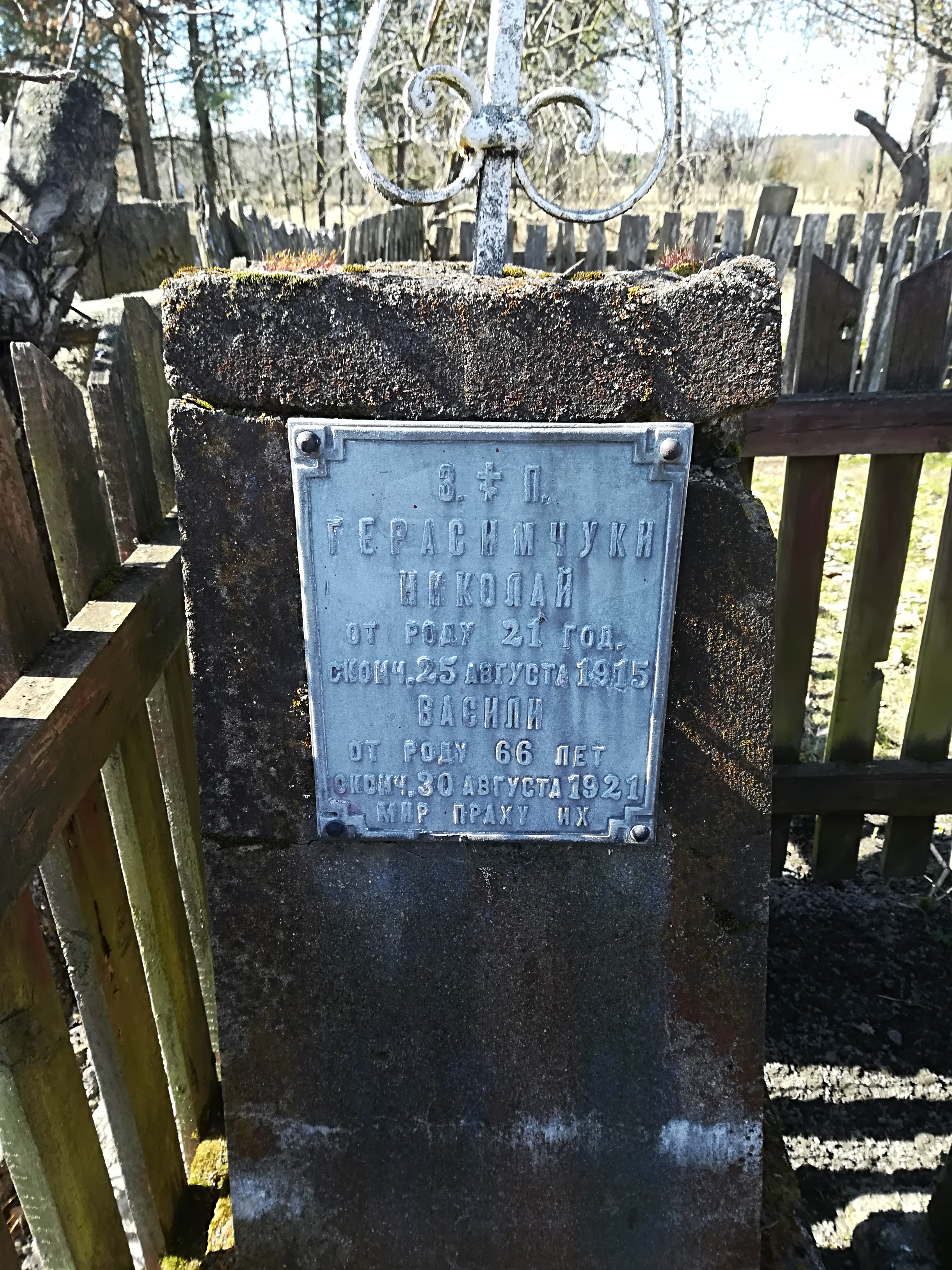
Cyryliczne inskrypcje jednego z krzyży wotywnych w Miniewiczach
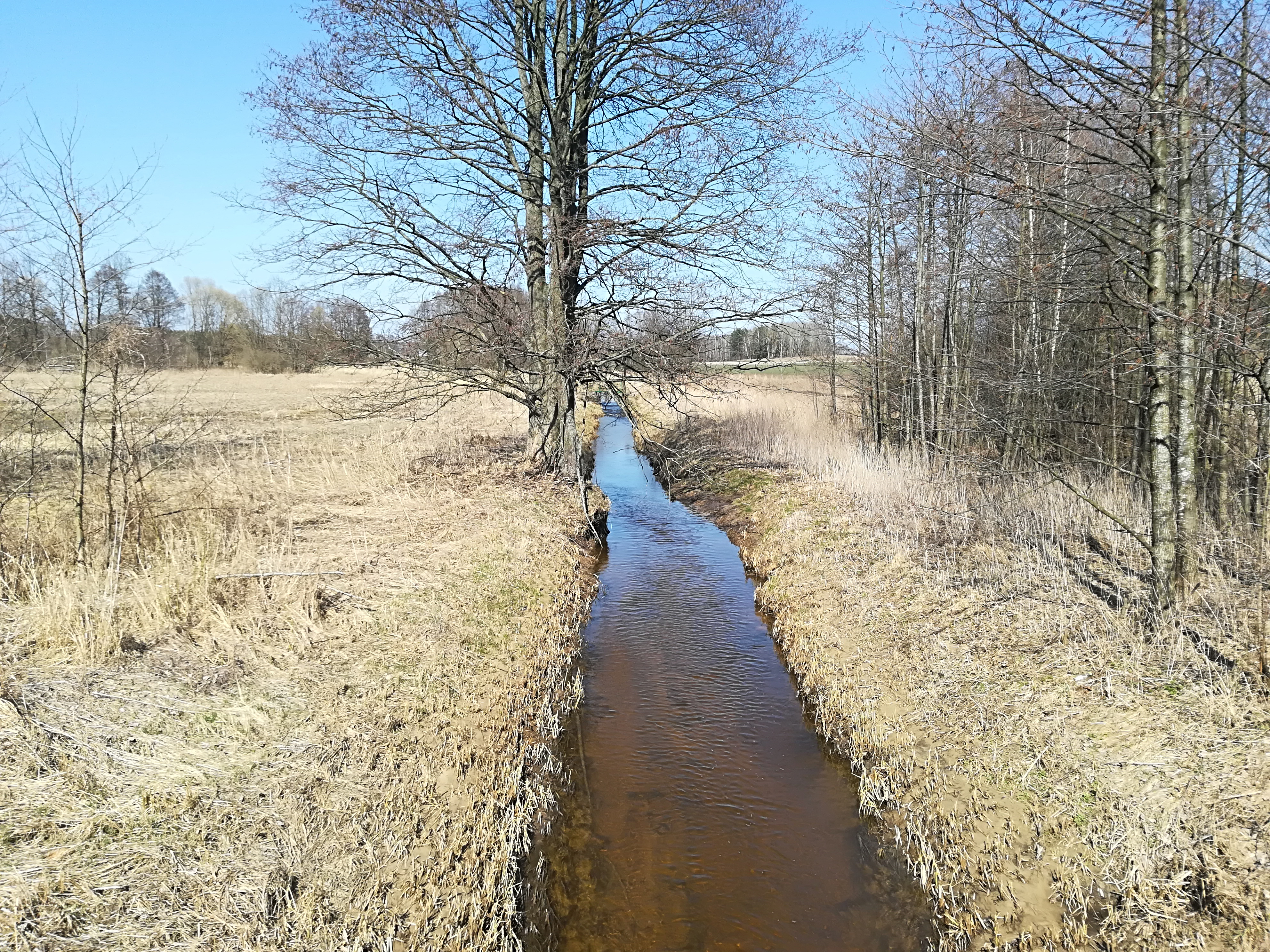
Rzeka Czarna przepływająca obok Miniewicz